# Rosemarie DeWitt
Rosemarie Braddock DeWitt (New York, 26 ottobre 1971) è un'attrice statunitense.

## Biografia
Nata a Flushing, nel borough newyorkese di Queens, figlia di Rosemarie Braddock e Kenny DeWitt, suo nonno era il campione di pugilato James J. Braddock. Si diploma nel 1989 alla Whippany Park High School, dove inizia ad esibirsi in varie produzioni scolastiche. Frequenta il New College della Hofstra University, laureandosi in Studi creativi, e studia recitazione presso l'Actors Center di New York.
Dopo brevi comparsate in un episodio di Law & Order - Unità vittime speciali e in uno di Sex and the City, ottiene una piccola parte in Cinderella Man - Una ragione per lottare di Ron Howard, film biografico sulla vita di suo nonno. Tra il 2006 e il 2007 affianca Ron Livingston nella serie televisiva Standoff, dove interpreta la negoziatrice dell'FBI Emily Lehman. Terminata la serie lavora in 6 episodi di Mad Men.
Nel 2008 recita per Jonathan Demme accanto a Anne Hathaway in Rachel sta per sposarsi, ricoprendo proprio il ruolo della Rachel del titolo e viene candidata ad un Independent Spirit Awards 2009 come miglior attrice non protagonista. Lavora nuovamente per la televisione, interpretando la sorella di Toni Collette nella serie TV United States of Tara. 

## Filmografia

### Cinema
- Fresh Cut Grass, regia di Matthew Coppola (2004)
- The Great New Wonderful, regia di Danny Leiner (2005)
- Cinderella Man - Una ragione per lottare (Cinderella Man), regia di Ron Howard (2005)
- Shut Up and Sing (Dixie Chicks: Shut Up and Sing), regia di Bruce Leddy (2006)
- Off the Black - Gioco forzato (Off the Black), regia di James Ponsoldt (2006)
- Purple Violets, regia di Edward Burns (2007)
- Afterschool, regia di Antonio Campos (2008)
- Rachel sta per sposarsi (Rachel Getting Married), regia di Jonathan Demme (2008)
- Tenure, regia di Mike Million (2009)
- How I Got Lost, regia di Joe Leonard (2009)
- The Company Men, regia di John Wells (2010)
- Il mio angolo di paradiso (A Little Bit of Heaven), regia di Nicole Kassell (2011)
- Margaret, regia di Kenneth Lonergan (2011)
- Your Sister's Sister, regia di Lynn Shelton (2011)
- Vicini del terzo tipo (The Watch), regia di Akiva Schaffer (2012)
- Nobody Walks, regia di Ry Russo-Young (2012)
- L'incredibile vita di Timothy Green (The Odd Life of Timothy Green), regia di Peter Hedges (2012)
- Promised Land, regia di Gus Van Sant (2012)
- Men, Women & Children, regia di Jason Reitman (2014)
- La regola del gioco (Kill the Messenger), regia di Michael Cuesta (2014)
- The Week, regia di Jon Gunn e John W. Mann (2014)
- Un tranquillo weekend di mistero (Digging for Fire), regia di Joe Swanberg (2015)
- Poltergeist, regia di Gil Kenan (2015)
- La La Land, regia di Damien Chazelle (2016)
- Arrivederci professore (The Professor), regia di Wayne Roberts (2018)
- The Estate, regia di Dean Craig (2022)
- Smile 2, regia di Parker Finn (2024)

### Televisione
- Law & Order - Unità vittime speciali (Law & Order: Special Victims Unit) - serie TV, episodio 2x13 (2001)
- Sex and the City – serie TV, episodio 6x06 (2003)
- The Commuters, regia di Stephen Kay – film TV (2005)
- Rescue Me – serie TV, 2 episodi (2005)
- Love Monkey – serie TV, 1 episodio (2006)
- Standoff – serie TV, 18 episodi (2006-2007)
- Queens Supreme – serie TV, 1 episodio (2007)
- Wainy Days – serie TV, 1 episodio (2009)
- Mad Men – serie TV, 7 episodi (2007-2010)
- United States of Tara – serie TV, 36 episodi (2009-2011)
- Olive Kitteridge, regia di Lisa Cholodenko – miniserie TV, 2 puntate (2014)
- L'ultimo tycoon (The Last Tycoon) – serie TV, 9 episodi (2016-2017)
- Black Mirror – serie TV, episodio 4x02 (2017)
- Tanti piccoli fuochi (Little Fires Everywhere), regia di Lynn Shelton, Michael Weaver e Nzingha Stewart – miniserie TV, 7 puntate (2020)
- The Staircase - Una morte sospetta (The Staircase), regia di Antonio Campos e Leigh Janiak – miniserie TV (2022)
- Lezioni di chimica (Lessons in Chemistry) – miniserie TV, puntata 8 (2023)
- And Just Like That... – serie TV, episodi 2x09-3x03-3x04 (2023-2025)
- The Boys – serie TV, 6 episodi (2024)
- Untamed – serie TV, 6 episodi (2025)

## Doppiatrici italiane
Nelle versioni in italiano delle opere in cui ha recitato, Rosemarie DeWitt è stata doppiata da:
- Claudia Catani in Cinderella Man - Una ragione per lottare, The Company Men, Il mio angolo di paradiso, Margaret, Olive Kitteridge, Poltergeist, Arrivederci professore, Tanti piccoli fuochi, The Estate, Smile 2, Out of My Mind
- Francesca Fiorentini in Standoff, La La Land, The Boys
- Chiara Colizzi in Vicini del terzo tipo, Men, Women & Children, And Just Like That... (st. 3)
- Rossella Acerbo in United States of Tara, Promised Land
- Franca D'Amato ne L'incredibile vita di Timothy Green, The Staircase - Una morte sospetta
- Selvaggia Quattrini in Un tranquillo weekend di mistero, Your Sister's Sister
- Beatrice Margiotti in Off The Black - Gioco forzato
- Daniela Calò in Mad Men
- Eleonora De Angelis in Rachel sta per sposarsi
- Lilli Manzini in Black Mirror
- Laura Latini in Law & Order - Unità vittime speciali
- Laura Romano ne La regola del gioco
- Roberta Pellini in L'ultimo tycoon
- Tiziana Avarista in And Just Like That... (st. 2)